# Pismo szan

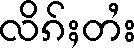
„Lik tai” (język szan) zapisany pismem szan

Pismo szan – alfabet sylabiczny pochodzenia indyjskiego, wywodzący się posrednio ze starożytnego pisma brahmi, używany do niedawna do zapisu języka szan w Mjanmie. Obecnie niewielu Szanów potrafi się nim posługiwać. Podobnie jak pismo birmańskie, charakteryzuje się mocno zaokrąglonym kształtem liter. Niektóre litery są identyczne z birmańskimi. Kierunek pisania: od lewej do prawej.